# ニー速(pink)板
ニー速(pink)板は、2ちゃんねる掲示板の外郭掲示板であるPINKちゃんねるに属する板の一つである。2005年3月15日にニュース速報(VIP)板から独立した掲示板。正式名称は「ニー速(pink)＠bbspink掲示板」。

## 概要
書きこむと日付けに関係無く曜日の部分に（日）が付き、名前の欄に何を書き込んでも「抜いたら負けかなと思っている」となる強制名無し表示を導入している。かつてはアクセス規制中でも書き込み可能であったが、現在は他の板同様アクセス規制中の書き込み不可（ぴんく難民板は現在も可能）。

## 歴史
- 2005年3月15日 ニュース速報(VIP)板から分割される。(sakura03.bbspink.com)
- 2005年5月21日 マスコットキャラクター、「ニーピンたん」が全板人気トーナメント開催中に行われたエキシビジョンマッチ「マスコット人気トーナメント」で優勝した。
- 2006年1月4日 - ★ルーラ(逝ってしまえ)導入
  - ★持ちがスレをニュース速報板からニー速(pink)に飛ばせるようになった。
  - 権限を濫用し対象外スレッドを飛ばす記者現れ住民の反感を買う。7月の記者廃止まで続く事になる。
- 2006年1月18日 - キャップが漏れる。とあるキャップにより、あらゆるスレ（自治スレさえ）がニー速(pink)に飛ばされる事態が発生した。
- 2006年5月 - 8月 - 「水色のしましま」スレ乱立。
- 2006年7月頃 - FOX ★が東京kittyが立てたスレッドをルーラ対象内とする。ただし2ちゃんねる削除ガイドラインにより最悪板以外では規制されているコテハン叩きスレである、東京kitty叩きスレは依然として継続される。
- 2008年1月31日 - サーバ移転。(yomi.bbspink.com)[1]
- 2008年12月20日 - ずるっぴ ★がアクセス規制中でも書き込み可能な設定を廃止。[2]
- 2011年2月23日 - サーバ移転。(pele.bbspink.com)[3]

## 代表的なスレッド
自治スレ
議論を行うスレッドである。
おっぱいうpスレ
住人が腕を振りながら女性の乳房等の画像を待ち侘びるスレッド。
他にもお尻うpスレ等がある。画像を提供する女性は敬意を込めて「女神」と呼ばれる。ただし、女神板が誕生したことにより、うpスレ（画像を掲示するスレッド）は女神板にまとめられた。しかし、女神板では無修正画像へのリンクは消されてしまうため、リンクが削除されないことを理由に利用したり（後述）、女神の好みで板に定住することもある。

## ローカルルール
明文化されたルールはなく、削除基準は2ちゃんねる、PINKちゃんねる全体のルールに基づく。但しレスの削除は基本的に行われないため、個人情報や無修正画像へのリンクも基本的そのままである。なので発言やリンクのアップロードに注意が必要なほか、そのようなリンクを貼ったプロバイダや携帯のSIMが持つ個別アドレスは運営で「焼かれる（アクセス規制）」、特に携帯のアドレスが焼かれた場合はBBS PINK全板へのアクセスが出来なくなる。